# A-Eskwadraat
A–Eskwadraat is een studievereniging aan de Universiteit Utrecht voor de studies wiskunde en natuur- en sterrenkunde aan de Bètafaculteit.

## Geschiedenis
A–Eskwadraat is op 10 februari 1971 ontstaan uit een fusie van de studieverenigingen S2 en A-E (uitspraak A tot E). Dit waren beide studieverenigingen op het gebied van natuur-, wis- en sterrenkunde die opgericht waren in respectievelijk 1928 en 1934. S2 was een "physisch studiegezelschap" voor candidaten. De naam stond mogelijk voor Samen Sterker of Samen Slimmer. A-E was een vereniging voor physische propaedeuse studenten. Deze naam komt van een serie examens die de studenten toen moesten afleggen. Na het behalen van het kandidaats-examen konden de leden lid worden van S2. Oudere (ex-)leden spreken de naam van de vereniging uit als "A tot Eskwadraat", waarin de ontstaansgeschiedenis gehoord kan worden. Vóór de opheffing van de studierichting sterrenkunde aan  de Universiteit Utrecht was A-Eskwadraat ook de vereniging van sterrenkundestudenten.

## Publicaties
Het verenigingsblad van A-Eskwadraat is De Vakidioot sinds 1968 (oorspronkelijk was dit het blad van A-E). Het alumniblad van A-Eskwadraat heet A–Eskwadraat roots en verschijnt tweemaal per jaar.

## Bekende (oud-)leden
A–Eskwadraat heeft drie ereleden (gehad):
- Jan Terlouw - Bestuurslid van A-E in 1951. Schrijver en politicus.
- Gerard 't Hooft - Bestuurslid S2 in 1969. Natuurkundige en Nobelprijswinnaar.
- Hans Duistermaat - Hoogleraar wiskunde